# Guldtuben 2015
Guldtuben 2015 var den andra Guldtubengalan och arrangerades av Splay Networks. Galan ägde rum 2 maj 2015 och sändes på Youtube med William Spetz som programledare.
Innan galan så hade tittarna möjligheten att välja ut de nominerade på Guldtubens webbplats. När de nominerade hade utsetts så fick tittarna även rösta fram vinnaren på Guldtubens webbplats.

## Vinnare och nominerade

### Personer och kanaler
| Årets humor - IJustWantToBeCool - DunderHumor - Malvin Studios - MonteFjanton - Random Making Movies | Årets vloggare - Clara Henry - 2chips1cola - Keyyo - Lakidoris - Manfred Erlandsson       | Årets artist - Daniel Norberg - Roomie - De vet du - Isa - The Fooo                           |
| Årets stjärnskott - Jockiboi TV - Beas liv - Manfred Erlandsson - The lineup - Therése Lindgren      | Årets action - Rackartygarna - Dumbass Productions - Gtboard - Skill Twins - Superretards | Årets gamer - PewDiePie - DualDGaming - Sp4zie - STAMSITE - Tejbz                             |
| Årets style - Anty - Felicia Bergström - Misslisibell - Sascha Richardson - Therése Lindgren         | Årets löfte - Emma Lussetti - Binahoney - Carl Stanley - Daniel H - Egons Life            | Årets Youtuber - Therése Lindgren - Clara Henry - DualDGaming - IJustWantToBeCool - PewDiePie |

### Program och serier
| Årets klickmonster - #SJÄLVIS av IJustWantToBeCool - Melodifestivalen 2015 PARODI av Daniel Norberg - POESI FÖR FISKAR - Vaskduellen av CRAZY PICTURES - Våld i hissen (socialt experiment) av STHLM Panda                                          | Årets serie - En Skev Resa med Alex & Wille av Splay Sverige - Felix Recenserar - Julkalendern 2014 av MonteFjanton - Hate Monday Säsong 3 av Hasselnutten - Jakten på Simkunnighet av Arga skånska män - Sminkduellen - Säsong 1 av Splay Style |
| Årets collab - Beauty swap av Therése Lindgren och Anty - Ligga med youtubers av Felicia Bergström och HejaInternet - F*CK, MARRY, KILL! av Keela och Anty - Top farts av Clara Henry och Mamrie Hart - YOUTUBE WORLD PROJECT 2015 av TheSwedishLad | |